# Título de residência
O título de residência, também chamado de autorização de residência, é um documento ou cartão exigido em algumas regiões, permitindo que um cidadão estrangeiro resida em um país por um período de tempo fixo ou indefinido. Estas podem ser autorizações para residência temporária ou residência permanente. As regras exatas variam entre regiões. Em alguns casos, como, por exemplo, no Reino Unido, uma permissão de residência temporária é exigida para estender uma permanência além de algum limite, e pode ser uma etapa intermediária para solicitar a residência permanente.
O status de residência pode ser concedido por vários motivos e os critérios para aceitação como residente podem mudar com o tempo. Como, por exemplo, na Nova Zelândia, a atual gama de condições inclui ser um migrante qualificado, um pai aposentado de uma pessoa neozelandesa, um investidor e várias outras.

## Título de residência biométrico
Alguns países adotaram títulos de residência biométricos, tal como o Reino Unido e a Suíça, que são cartões que incluem informações incorporadas legíveis por máquina e chips compatíveis que utilizam identificação por radiofrequência e comunicação por campo de proximidade. Os países da União Europeia também utilizam este padrão.

## História e implementação

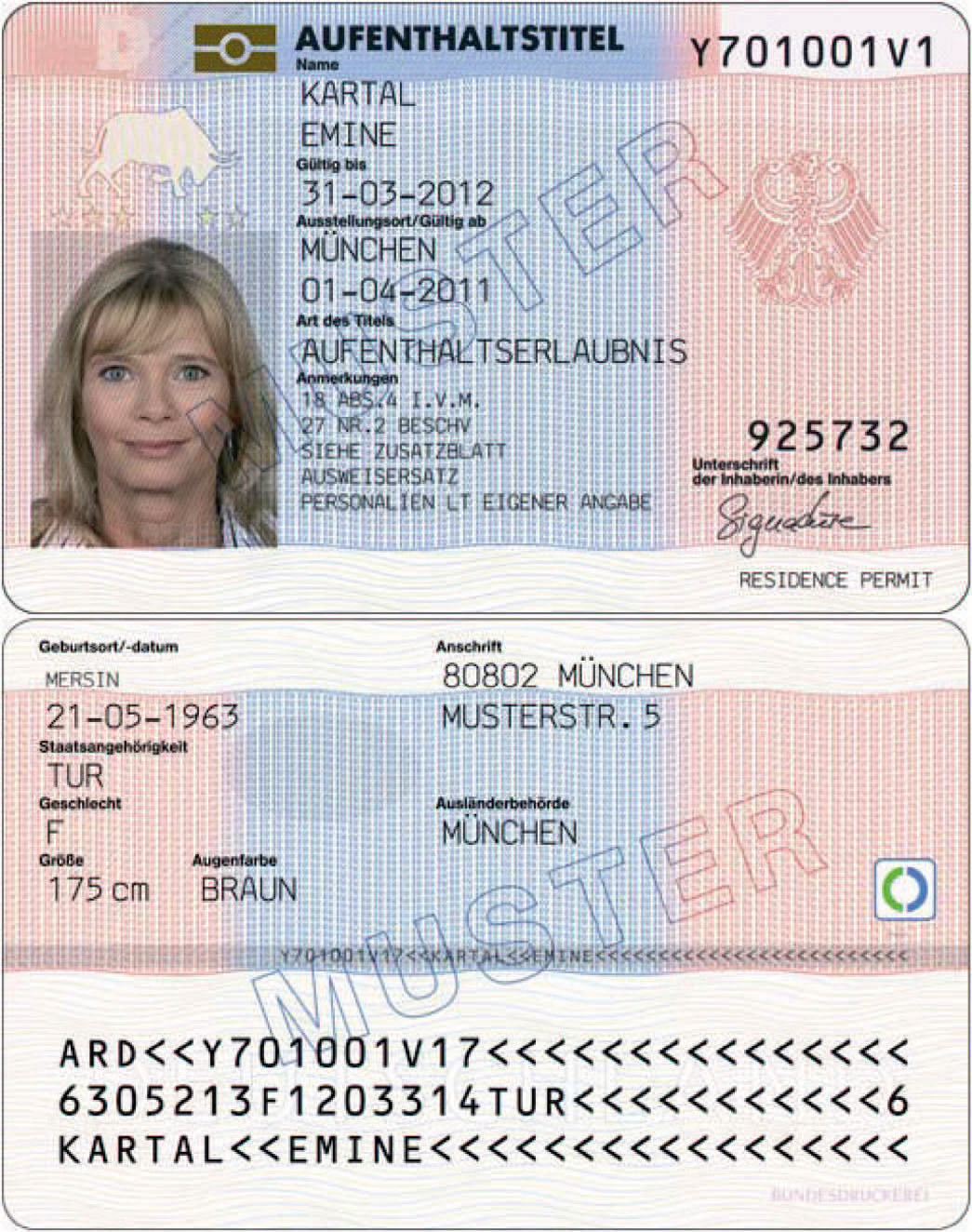
Título de residência na Alemanha sob a forma de título de residência eletrônico no formato ID-1, que foi utilizado de setembro de 2011 a setembro de 2020

O título de residência é constado pela primeira vez no Artigo 63, Nº 3, linha a) do Tratado que institui a Comunidade Europeia (EGV), alterado pelo Tratado de Amesterdão em 1 de maio de 1999. Com ele, a União Europeia está gradualmente construindo um espaço de liberdade, segurança e justiça e, em primeira instância, autorizando o Conselho a adotar políticas de imigração estabelecendo as condições de entrada e residência. O Tratado de Lisboa alargou estas responsabilidades. O EGV, agora denominado Tratado sobre o Funcionamento da União Europeia (TFUE), utiliza o termo título de residência em três locais. O Tratado de Lisboa entrou em vigor em 1 de dezembro de 2009.
Na Alemanha, por exemplo, o conceito de título de residência foi introduzido administrativamente em 16 de Dezembro de 1996. Desde 1997, os títulos de residência alemães foram emitidos como autocolantes com o nome "título de residência".